# Lee Hyun-seung
Lee Hyun-seung (Seul, 1961) è un regista, sceneggiatore e produttore cinematografico sudcoreano, conosciuto principalmente per aver diretto Si-wor-ae, di cui è stato realizzato un remake statunitense nel 2006 diretto da Alejandro Agresti e uscito in Italia con il titolo La casa sul lago del tempo (The Lake House).
Lee Hyun-seung è conosciuto in patria anche per Blue in You (1992), dramma "femminista" su una relazione amorosa, con le star Kang Soo-yeon e Ahn Sung-ki.

## Filmografia
- The Blue in You (1992)
- Sunset on the Neon Lights (1995)
- Si-wor-ae (2000)
- Siseon 1318 (segmento "Relay") (2009)
- Pureun sogeum (2011)